# Mario Prestifilippo
Mario Prestifilippo (Palermo, 7 dicembre 1958 – Bagheria, 29 settembre 1987) è stato un mafioso italiano membro di Cosa nostra.

## Biografia
Figlio di Giovanni Prestifilippo, vecchio "patriarca" della borgata di Ciaculli anche lui è stato un esponente di rilievo di quella famiglia mafiosa, componente di un gruppo di fuoco capeggiato dal feroce Pino Greco, detto Scarpuzzedda, a sua volta ucciso nel 1985.
Ha giocato un ruolo significativo nella guerra di mafia dei primi anni ottanta ordita da Totò Riina. Si suppone che Prestifilippo fosse agli ordini diretti di Michele Greco (che fu suo padrino di battesimo) ma Greco stesso era guardato come poco più che un pupazzo di Riina. Insieme al padre Giovanni e al fratello Giuseppe, Prestifilippo installò un laboratorio clandestino per la produzione di eroina nascosto tra gli agrumeti della "Favarella", la grande tenuta agricola di Michele Greco a Ciaculli, e inviava la droga a Milano nascosta nei camion che trasportavano le cassette di arance. Alcuni testimoni oculari lo notarono a bordo di una motocicletta nei luoghi in cui avvennero gli omicidi del segretario comunista Pio La Torre e del prefetto Carlo Alberto dalla Chiesa.
Prestifilippo è stato ucciso a colpi di fucile automatico e fucile a pompa in un agguato tesogli
il 29 settembre 1987 da due killer in auto mentre girava in motocicletta per le strade di Bagheria.